# San Rafael del Piñal
San Rafael de El Piñal es una ciudad ubicada al oeste de Venezuela, en el estado Táchira, y esta ciudad también es capital del municipio Fernández Feo.

## Generalidades
San Rafael de El Piñal es una población de Venezuela localizada en el suroeste del estado Táchira a unos 53 km de la ciudad de San Cristóbal y es capital del municipio Fernández Feo. Está emplazada aproximadamente a 279 m s. n. m., en una sabana rodeada por montañas, y tiene una temperatura media de 26-30,8 °C. Cuenta con una población aproximada de 8000 habitantes. 
Fue fundada el 11 de febrero de 1962 por Don Renato Laporta, el Dr. Gabaldón (Ministro de Sanidad), Ramón J. Velásquez, Carlos Andrés Pérez, el Gobernador Edilberto Escalante, Monseñor Alejandro Fernández Feo (Obispo de la Diócesis) y autoridades civiles y militares del Táchira y el sacerdote Pío León Hernández., Buscando una nueva vía que facilitara el tránsito hacia el resto de Venezuela el nombre se debe a las piñas que se producían en la zona.
Su economía se fundamenta en el comercio y en la ganadería bovina. Recientemente el sector turístico ha tenido un desarrollo importante debido a su cercanía con Los Andes y su ubicación estratégica entre el "Llano y La Montaña".

## Geografía
Situada a 7º, 32' de latitud norte y a 7º, 57' longitud oeste. 119 kilómetros separan la ciudad de la Ciudad Colombiana de Cúcuta

## Demografía
En la actualidad, la ciudad cuenta con una población aproximada de 48 000 habitantes, según el censo del Instituto Nacional de Estadística (INE) de 2011. Posee una rica composición pluricultural, integrada por venezolanos, colombianos y otras nacionalidades.  
Durante la última década, la ciudad ha experimentado un acelerado crecimiento demográfico. Se estima que para el año 2050 la población local alcanzará aproximadamente los 100.000 habitantes.

## Hospedaje y Servicios
La ciudad se encuentra con varias posadas como La Covacha, etc. ofertas de hospedaje desde lo más básico hasta locales con ciertos refinamientos y lujos. Varios hoteles que se dedican al turismo de recursos limitados se encuentran esparcidos por la avenida principal.
En la avenida principal se pueden encontrar numerosos comercios donde adquirir insumos desde alimentos enlatados o frescos, ropa, electrodomésticos, telefonía celular, entre otros. La ciudad tiene una estación de gasolina. A un costado de la segunda entrada de la ciudad.

### Medios de Comunicación
En la ciudad se encuentran 3 emisoras de radio FM "'Kalidad 90.3" "Integración 100.5" La Voz El Piñal 89.5, además se encuentra un canal de televisión "Surtel". y la reciente llegada de Skpe

### Centros Religiosos
En la ciudad conviven iglesias Católicas y Evangélicas 

## Transporte
En la Avenida Principal de San Rafael de El Piñal existe dos terminales de autobuses,"Línea El Piñal" y "Expresos Barinas".
También se encuentran las líneas de taxis "Puerta del llano" y "El Piñal".

### Vías de acceso
Se puede llegar a San Rafael del Piñal a través de la Troncal 5 o desde el estado estado Apure por la llamada vía El Nula

### Distancias desde otras ciudades
- San Cristóbal (Venezuela): 53 km
- Maracaibo: 490 km
- Mérida (Venezuela): 316 km
- Maracay: 654 km
- Caracas: 763 km
- San Antonio del Táchira: 110 km
- Valencia (Venezuela): 605 km
- Barquisimeto: 482 km
- Puerto Cabello: 658 km
- Puerto Santander: 166 km
- Cúcuta: 119 km